# BATMAN CHILD OF DREAMS
『BATMAN CHILD OF DREAMS』（バットマン チャイルド・オブ・ドリームス）は、麻宮騎亜による日本の漫画作品。『月刊マガジンZ』（講談社）へ2000年2月号から9月号、2001年1月号から7月号にかけて連載された。

## 概要
『月刊マガジンZ』の創刊時に好きなヒーローのピンナップを描くという企画が行われたのだが、そこで「バットマンを書きたい」と麻宮が申し出たところ、DCコミックス側から許可が出ると共にコミックを描くという話に発展した。
麻宮は当初、バットマンの生い立ちを説明するストーリーを考えていたのだが、「イヤーワン」など似た趣旨のシリーズは既に数多くあるので、バットマンが日本で活躍する話を作るようDC側から要望を受けた。また、日本人が描くということで、アジア系の悪役であるラーズ・アル・グールを登場させるという案も打ち合わせの段階では存在した。

## あらすじ
日本からゴッサム・シティに取材に来たニュースキャスターの八木優子。彼女は幼い頃バットマンに救われて以来、本人にインタビューするという夢を抱いていた。しかし到着早々トゥーフェイスの人質にされてしまう。バットマンの活躍でトゥーフェイスは捕まるのだが、そのトゥーフェイスはフェイク（偽物）であることが判明。その後、ペンギン、リドラー、ジョーカー、そしてバットマンのフェイクが次々と現れるが、いずれの犯罪者たちも謎の死を遂げる。一連の事件に巻き込まれた優子は、フェイク・バットマンの正体が自分の上司だった事にショックを受けながら帰国。一方ゴートンの捜査から事件のカギは日本にあると踏んだバットマンもまた、日本へと向かう。

来日し、八木優子からのインタビューを受けながら活動するブルース・ウェイン。彼は商談相手である富岡健児が、異常なまでのバットマン・マニアである事に疑問を抱く。八木優子はフェイク・キャットウーマンとなり、バットマンへと襲いかかる。薬物投与された彼女を無力化し、彼女を救うべく富岡製薬へと乗り込むバットマン。彼を待ち受けていたのはフェイク・バットケイブ、そしてイーヴル・バットマンと化した富岡健児だった。バットマンはイーヴル・バットマンの強化された身体能力に圧倒されるも、戦闘経験と意思の力で逆転。本物のバットマンになるという「子供の夢」を打ち砕く。

そして数ヶ月後、再びバットマンに救われた八木優子は、ゴッサム・シティTV局のアナウンサーとなることで「子供の夢」を叶えたのだった。

## 登場人物
バットマン/ブルース・ウェイン
大企業、ウェイン・エンタープライズの筆頭株主であり、バットマンとして悪と戦う男。ゴッサムでのヴィランの偽物事件解決のため日本へと向かう。
八木優子/フェイク・キャットウーマン
テレビ関東のニュースキャスター。小学生の頃にゴッサムを訪れた際にバットマンに助けられ、以来憧れている。完成された薬品の実験台にされ、フェイク・キャットウーマンになってしまう。バットマンに救われ本来の自分に戻った後、ゴッサム・シティTV局のアナウンサーになる。
富岡健児/イーヴル・バットマン
優子の叔父であり、富岡製薬会社の社長。46歳であるが、60代ほどの外見をしている。異常とも言えるくらいのバットマンマニア。DNAを組み替え人間のコピーを作る薬品「フェイク・フェアー」を作り、何人も実験台として利用した後、ついに自ら完成版フェイク・フェアーを使ってイーヴル・バットマンとなり、バットマンと対決する。
優子の叔父で彼女より年上ながら、その精神はどことなく「子供の頃からの夢に捕らわれた子供」であり、見た目と中身がどこかつりあわない人物。また、自らのアジトはバットマンへの憧れからバット・ケーブを模した造りになっているものの、あくまでも見た目を第一にした結果張りぼてだらけであり、終盤で彼と戦った際に壁に叩きつけられたバットマンからは「張りぼての偽物のおかげで、大したことはない」とまで言われた。そして結局は本物を越えられない偽物のまま、バットマンに敗れ去り、彼の「子供の夢」は叶わないまま終わった。
とはいえ、フェイク達による事件をゴッサムで引き起こしてからバットマンが自分の元へ乗り込んでくるまでの流れは、全てが彼の計画通り。完成版フェイク・フェアーは効果が切れても死ぬ事はなく何度でも使用可能となっており、皮肉にも「バットマンを日本に呼び寄せて倒し、自分がバットマンとなる」という強い願望と薬品開発の才能だけは本物だったと言える。
ゴードン警部
ゴッサム市警の刑事。バットマンと協力して事件を追う。
アルフレッド
ブルースの執事。バットマンとして活動するブルースを支える。
永井/フェイク･バットマン
優子の同僚のディレクター。未完成のフェイク・フェアーによってフェイク･バットマンとして本物と戦うも敗れ、その後に死亡する。しかしバットマンを負傷させたことでDNAの採取に成功。フェイク・フェアー完成の要因となる。
ジョーカー
ゴッサムの犯罪者にしてバットマンの宿敵。アーカムに収監されている。アドバイスを求めにきたバットマンに対し、一連の事件の動機を言い当て、いずれ「偽物のバットマン」が現れる事を予言する。
フェイク・ジョーカー
フェイク・フェアーによって作られた偽ジョーカー。違法ドラッグの「ファナティック」をばら撒こうとしていたところをバットマンによって邪魔され、更に優子を人質としてバットマンのDNAだけでなく、マスクや命まで奪おうとする。が、バットマンに逆襲され、さらに薬が切れたことにより衰弱死する。
フェイク・トゥーフェイス
フェイク・ペンギン
フェイク・リドラー
いずれもフェイク・フェアーによって作られた偽物。犯罪を行う際もコインの結果を無視、利益にならない破壊活動、謎かけもせず笑うだけといった不自然な行動を取っていた。ちなみに3人それぞれの本物は、劇中では先述のジョーカーと同じくアーカム・アサイラムに収監されているとの設定。

## 単行本
KCデラックスより全2巻、後に竹書房のバンブーコミックスから一冊にまとめられたものも発売された。しかし、現在どちらも廃刊となっている。
KCデラックス
- ISBN 978-4-06-334361-8 第一巻
- ISBN 978-4-06-334474-5 第二巻

バンブーコミックス
- ISBN 978-4-8124-6254-6